# Neocerambyx
Neocerambyx es un género de escarabajos longicornios de la tribu Cerambycini.

## Especies
- Neocerambyx atratulus (Holzschuh, 2018)
- Neocerambyx bakboensis Miroshnikov, 2018
- Neocerambyx brudermanni Holzschuh, 2020
- Neocerambyx dierli (Heyrovský, 1976)
- Neocerambyx elenae Lazarev, 2019
- Neocerambyx gigas (Thomson, 1878)
- Neocerambyx gracilipes Jacquot, 2020
- Neocerambyx grandis Gahan, 1891
- Neocerambyx katarinae guangxiensis Li, Lu & Chen, 2020
- Neocerambyx katarinae Holzschuh, 2009
- Neocerambyx luzonicus Hüdepohl, 1987
- Neocerambyx luzonicus pseudoparis Hüdepohl, 1990
- Neocerambyx melas (Holzschuh, 2021)
- Neocerambyx opulentus Holzschuh, 1998
- Neocerambyx paris (Wiedemann, 1821)
- Neocerambyx paulae Miroshnikov, 2021
- Neocerambyx pellitus (Itzinger, 1943)
- Neocerambyx pubescens Fisher, 1936
- Neocerambyx punctulifer Holzschuh, 2020
- Neocerambyx raddei Blessig, 1872
- Neocerambyx rugicollis (Gressitt, 1948)
- Neocerambyx sabinae Holzschuh, 2020
- Neocerambyx theresae (Pic, 1946)
- Neocerambyx unicolor (Gahan, 1906)
- Neocerambyx vitalisi Pic, 1923
- Neocerambyx zubrzyckii Miroshnikov, 2021